# Braunsapis debilis
Braunsapis debilis là một loài Hymenoptera trong họ Apidae. Loài này được Cockerell mô tả khoa học năm 1934.